# Велика синагога (Білосток)
Велика синагога у Білостоці — це синагога, яка знаходилася в місті Білосток. Спалена нацистами 27 червня 1941 року.

## Історія

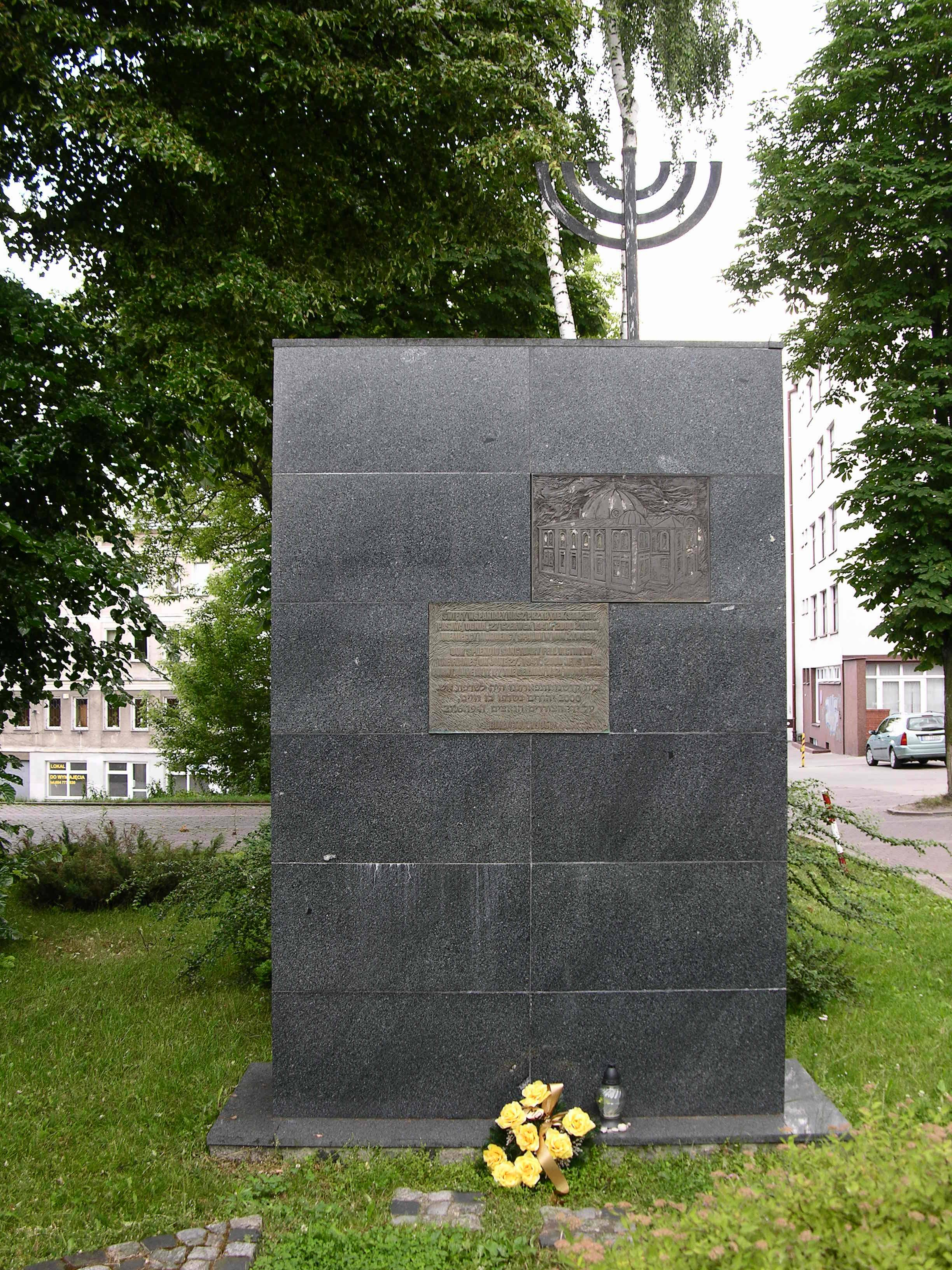
Пам'ятник з меморіальною дошкою

Синагога була збудована на вулиці Сураській у 1909—1913 роках, за проектом Самуеля (Шломо) Якова Рабиновича на місці, де раніше стояла стара синагога. Кошти на будівництво були зібрані від продажу кошерного м'яса, а також через приватні пожертвування.
Однією з особливостей синагоги було те, що в ній жінки молилися разом з чоловіками, незважаючи на те, що молитовний зал з трьох сторін огинали спеціальні галереї. Це була сучасна як для початку XX століття будівля: в ній були такі нововведення, як хор і орган. В період між першою світовою і другою світовою війнами, в дні польських національних свят, у службах брала участь і міська влада: мер і губернатор воєводства. Останній офіційний рабин Білостоцький, Доктор Гедалі Розенман, повелів наприкінці служби, після виконання єврейського гімну Хатіква (який згодом став офіційним гімном Держави Ізраїль), співати національний польський гімн «Ще Польща не загинула» (пол. «Jeszcze Polska nie zginela»).
Внаслідок розмірів і престижу синагоги, вона привертала канторів з усієї Польщі, а також із сусідніх країн. Для святкування Песаха у 1934 році свої послуги пропонували аж чотирнадцять канторів.
Вранці 27 червня 1941 року 309-й батальйон німецької поліції порядку, оточивши міську площу біля Великої синагоги, примусив місцевих жителів вийти зі своїх будинків на вулицю. Деяких з них відразу розстріляли біля стіни синагоги. Інших, близько 2000 осіб, замкнувши в синагозі, спалили живцем. Після того німці закидали гранатами багато будинків, ведучи одночасно безладну стрілянину по ним. Незабаром полум'я пожежі охопило весь квартал. Того дня загинуло близько 3000 євреїв.
Згідно зі свідченнями, записаними у книзі пам'яті Білостока, нацисти спостерігали, як приречені на смерть люди різали один одному зап'ястя, щоб скоротити муки у вогні. Один молодий чоловік встиг дістатися до вікна ще не до кінця охопленого полум'ям святилища, де було вибито кілька шибок. Він був поранений, впав з вікна назовні і вижив. Сторож синагоги — поляк, ризикуючи життям, зумів пробратися всередину палаючої будівлі, щоб відкрити бічні двері, що дозволило кільком євреям втекти, включаючи пораненого молодого чоловіка.

## Архітектура

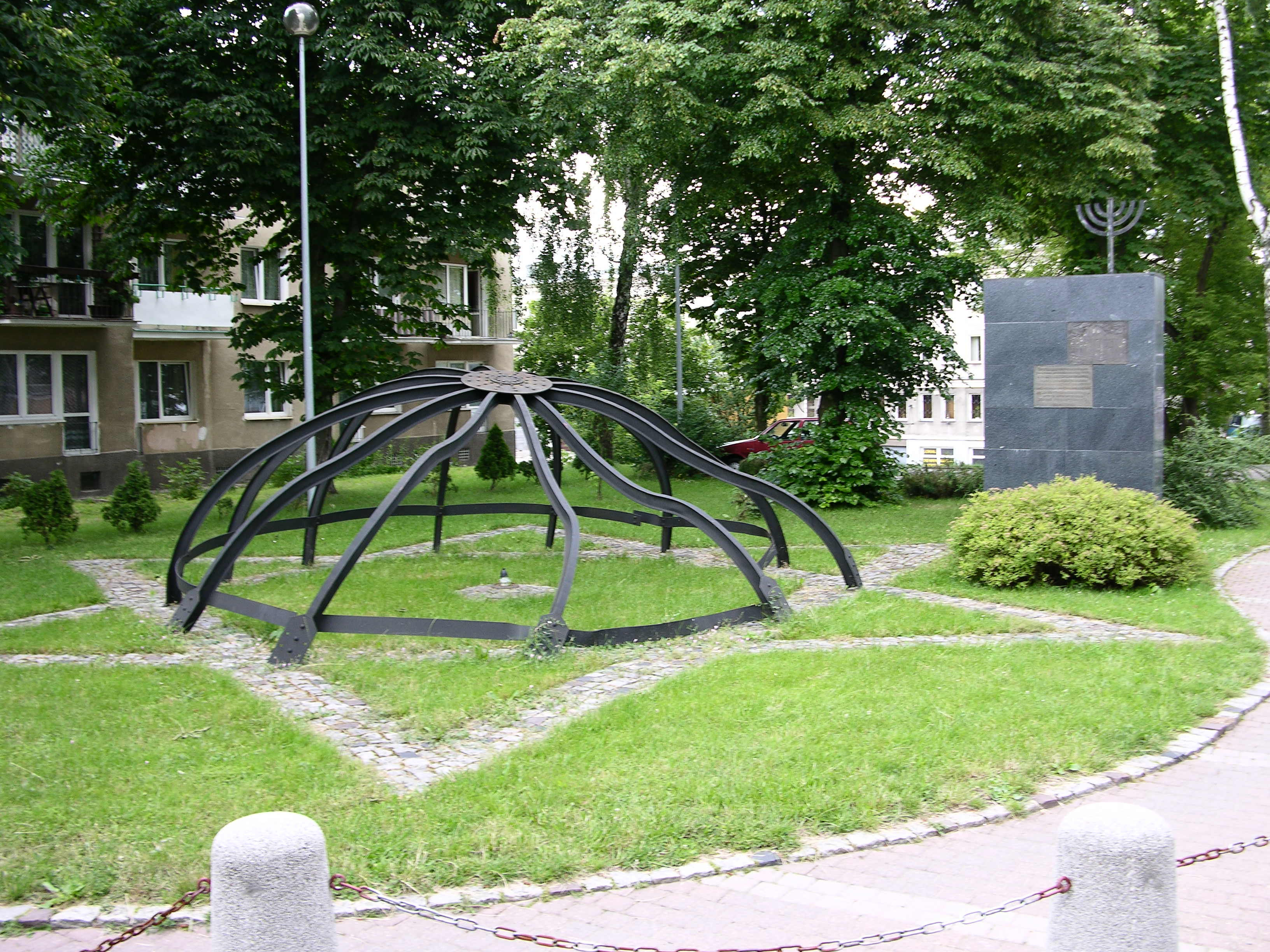
Залишки купола, як пам'ятник нащадкам про Голокост

Синагога була побудована із змішуванням архітектурних стилів, в першу чергу, неоготики і візантійського стилю. Будівля синагоги була увінчана великим куполом зі шпилем, заввишки десять метрів, і двома малими, розташованими симетрично над молебною залою. Головний купол тримався на сталевих і бетонних колонах, які в нижній частині переходили престол. Використовувалася прихована система освітлення, в яку входили вісім маленьких вікон.

## Увічнення пам'яті

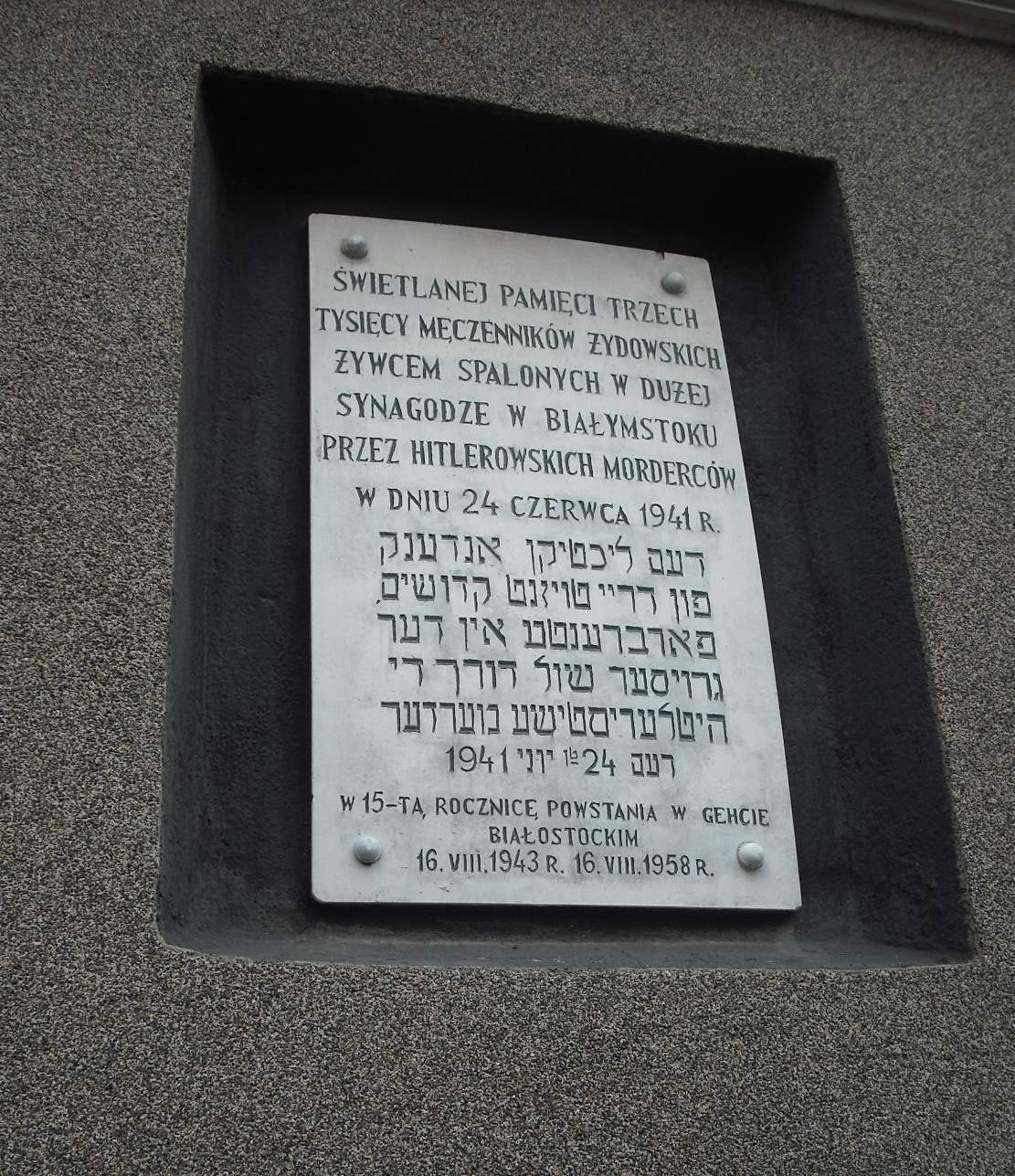
Пам'ятна дошка, відкрита у 1958 році

У 1958 році на місці, де стояла Велика синагога була відкрита меморіальна дошка з написом: 
«Світла пам'ять трьом тисячам єврейських мучеників, спаленим заживо у Великій синагозі Білостока від гітлерівських вбивць 24 червня 1941 р.  Відкрита в ознаменування 15-річчя повстання у Білостоцькому гетто. 16.08.1943—16.08.1958 р.»
В даний час залишки купола Великої синагоги, разом з новою меморіальною дошкою, є пам'ятником. Він був поставлений і освячений в серпні 1995 року. Напис на дошці свідчить:
«Наше чудове святилище впало жертвою полум'я 27 червня 1941 року. 
2000 євреїв були спалені заживо в ньому, від рук німецьких нацистських вбивць.»

## Галерея

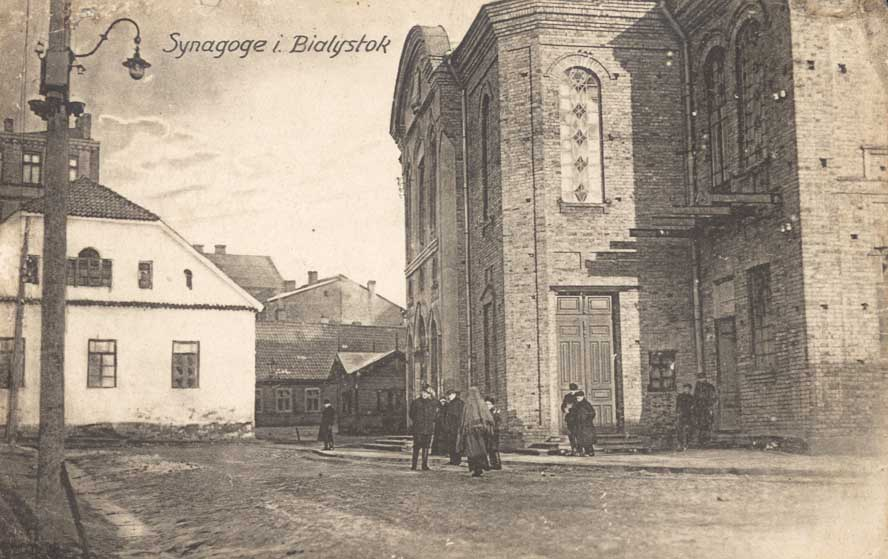
Головний вхід до синагоги. На задньому плані бейт мідраш Номер Тамід[en]
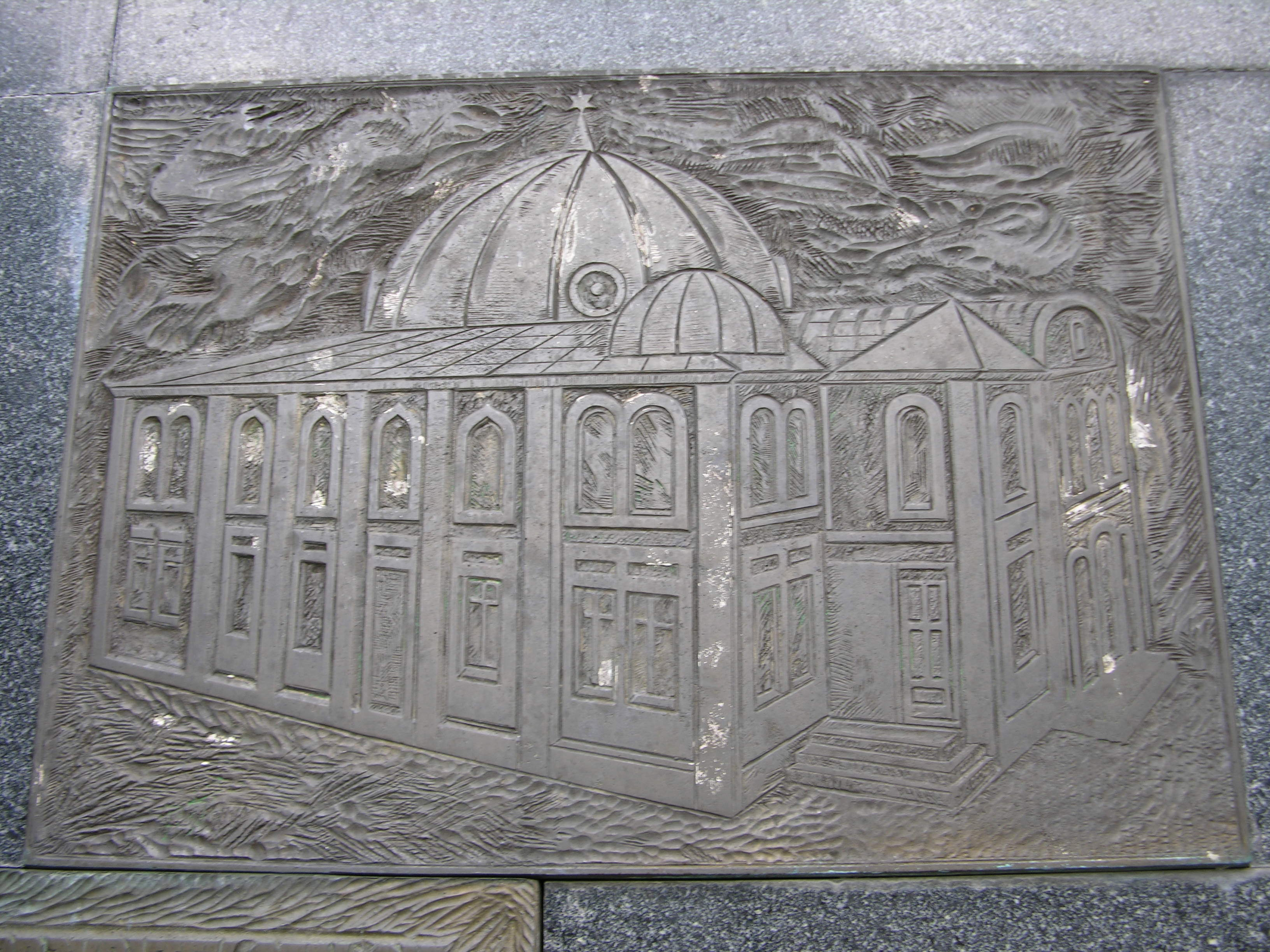
Меморіальна дошка, присвячена Великій синагозі.
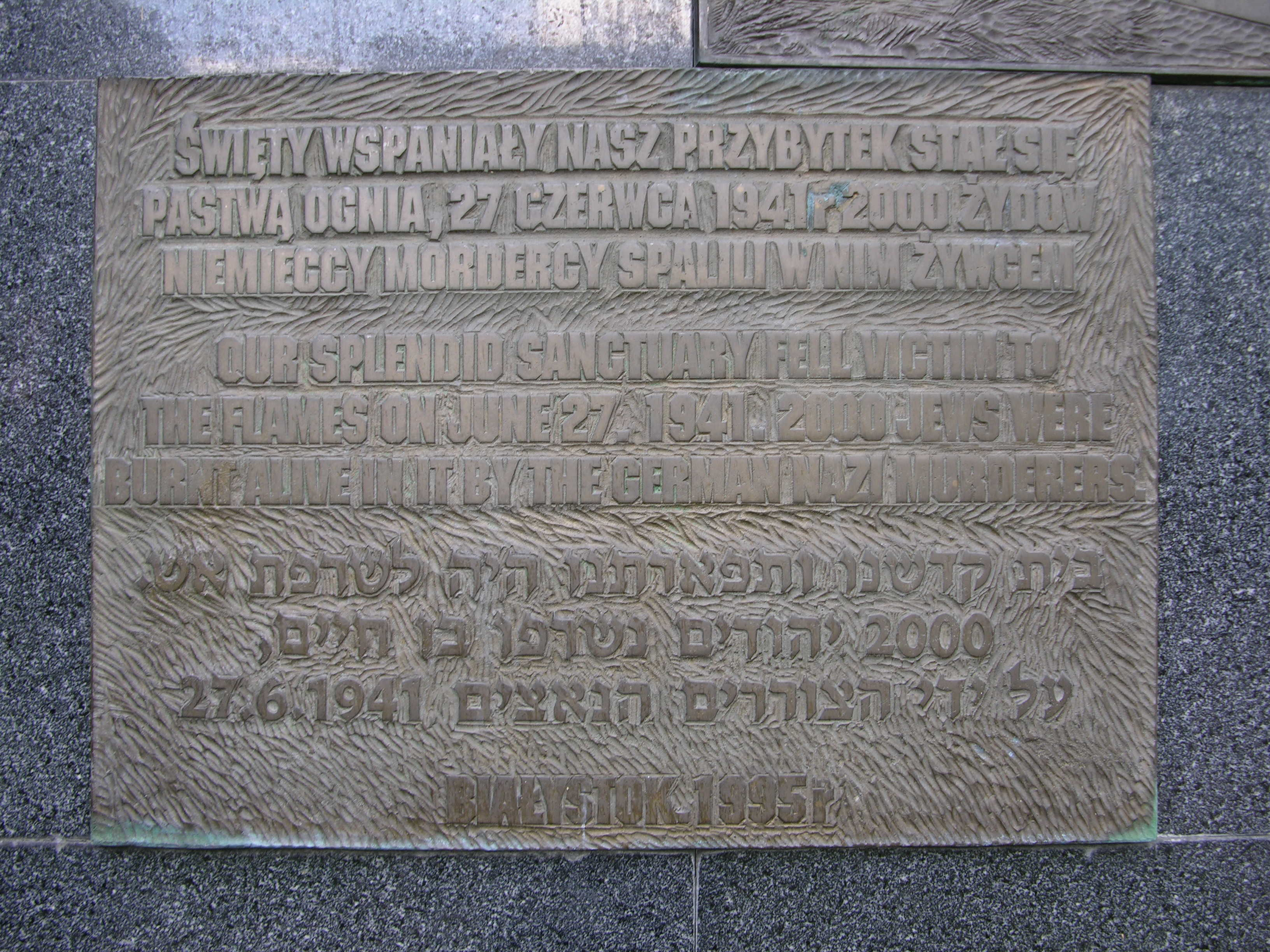
Меморіальна табличка на трьох мовах.